# Martinho de Zamora
Martinho de Zamora (Zamora, ? - Lisboa, 6 de Dezembro de 1383) foi um prelado castelhano que exerceu funções pastorais em Portugal, tendo sido sucessivamente bispo de Silves, arcebispo de Braga e bispo de Lisboa, bem como pseudocardeal.

## Biografia
Dom Martinho era originário, como o nome indica, da cidade leonesa de Zamora. Em 1371 foi eleito bispo de Silves; no ano seguinte, como falecesse o arcebispo de Braga, D. Vasco Fernandes de Toledo, foi D. Martinho eleito pelo cabido bracarense para seu arcebispo; contudo, a promoção não surtiu efeito, posto que o Papa Gregório XI não a aprovou, tendo como tal permanecido apenas como bispo da capital algarvia, até ao ano de 1379.
Entretanto, no ano anterior (1378), estalara o Grande Cisma do Ocidente, tendo a Cristandade ocidental dividido-se em dois blocos, um apoiando o Papa de Roma, Urbano VI, outro apoiando o (Anti)-Papa de Avinhão, Clemente VII.
Nesse contexto, D. Martinho, não reconhecendo legitimidade ao Papa Urbano VI, de Roma, prestou obediência ao pontífice de Avinhão, tendo sido eleito pelo Antipapa Clemente VII para a cátedra ulixibonense em 1380 (enquanto Urbano VI designava para bispo de Lisboa João de Agoult, um francês, o qual no entanto nunca veio ao reino).
Do bispo D. Martinho enquanto bispo de Lisboa diz Fernão Lopes, na sua Crónica de el-rei D. João I, no capítulo XII, que «este bispo era grande letrado e bom eclesiástico, e regia mui bem sua igreja morando em cima da claustra dela, por continuadamente vir às horas e divinais ofícios; e ali tinha em vontade de mandar fazer casas pera morarem todolos cónegos por haverem azo de melhor servir».
Ao mesmo tempo, por causa das guerras fernandinas, movidas por Fernando I de Portugal a Henrique II de Castela, e das quais o monarca português saíra derrotado, D. Fernando foi forçado a estabelecer um tratado de paz e aliança entre as duas nações. Uma vez que Castela, por andar aliada à França na Guerra dos Cem Anos, apoiava o Papa de Avinhão, patrocinado pelo rei francês, também Portugal se viu obrigado a alinhar com Castela em termos de política religiosa e a seguir o partido cismático. Por isso mesmo, D. Fernando mandou prestar obediência do Reino de Portugal ao Antipapa Clemente VII através do prelado lisboeta.
Em 22 de Outubro de 1383, falece el-rei D. Fernando, desencadeando-se a crise de 1383-1385. Lisboa recusa-se a reconhecer a realeza da herdeira, D. Beatriz, então casada com o rei João I de Castela, por temer a perda da independência, decidindo alçar por rei o Mestre de Avis, D. João, meio-irmão do defunto rei.

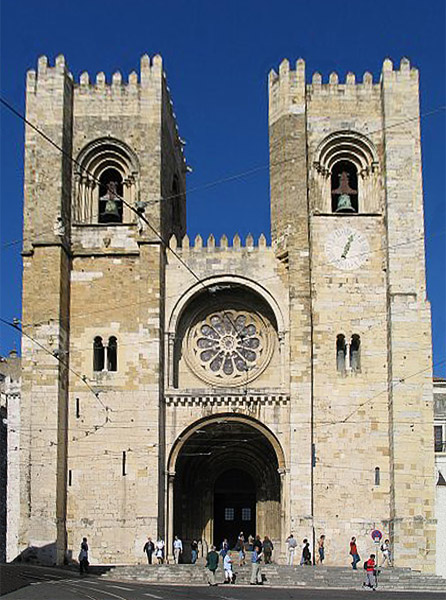
Do alto de um dos torreões da Sé de Lisboa foi jactado o bispo D. Martinho para a morte, no dia 6 de Dezembro de 1383.

No dia 6 de Dezembro desse ano, tendo sido assassinado o conde Andeiro, suposto amante da rainha-regente, Leonor Teles, e aclamado o Mestre por Regedor e Defensor do Reino em lugar da viúva de D. Fernando, repicaram por toda a capital portuguesa, por ordem de Álvaro Pais, os sinos da igrejas. O bispo, porém, ignorando o que se passava, proibiu que se tocassem os sinos da Sé de Lisboa, fechando-se a sete chaves no interior da catedral com receio do que pudesse suceder.
Segundo a narrativa de Fernão Lopes, a populaça, vendo que os sinos da Sé não repicavam, aproximou-se da catedral, cega de raiva; como estivesse trancada, começaram as gentes a amotinar-se, tendo o procurador da Câmara Municipal de Lisboa, Silvestre Esteves, acompanhado pelo alcaide-menor da cidade, e outros homens-bons do concelho, subido por uma pequena escada até um dos torreões, inquirindo do bispo porque não havia tocado os sinos, ao que este respondeu ignorar os motivos por que o devia ter feito.
Embora pareça que aqueles que tinham subido à torre da Sé não tivessem vontade genuína de fazer mal algum ao seu prelado (segundo diz Fernão Lopes), os insistentes pedidos do Povo (que considerava o bispo duas vezes traidor, por ser castelão e cismático, isto é, castelhano e partidário do Antipapa), que gritava cá de baixo para que o atirassem da torre, sob pena de também atirarem aqueles que haviam subido, levaram-nos a defenestrar o bispo D. Martinho.
Caído morto no terreiro da Sé, «ali o desnudaram de toda a vestidura, dando-lhe pedradas com muitos e feios doestos, até que se enfadaram dele os homens e os cachopos, e foi roubado de quanto havia. […] E em esse dia logo algumas refeces pessoas lançaram ao bispo, onde jazia nu, um baraço nas pernas, e chamando muitos cachopos que o arrastassem, ia um rústico bradando adiante: "Justiça que manda fazer nosso senhor o Papa Urbano Sexto, neste traidor cismático castelão, porque não estava com a Santa Igreja." E assim o arrastaram pela cidade, com as vergonhosas partes descobertas e o levaram ao Rossio, onde o começaram a comer os cães, que o não ousava nenhum soterrar. E sendo já dele muito comido, soterraram-no em outro dia ali no Rossio […], por tirarem fedor dentre as suas vistas.» (Fernão Lopes, Crónica de el-rei D. João I, capítulo XII).
Não obstante, o Povo viria mais tarde a apresentar um pedido de desculpas formal ao Papa Urbano VI, pelo sacrilégio cometido.
Entretanto, duas semanas volvidas, em 23 de Dezembro do mesmo ano, em Avinhão, onde a notícia da morte do prelado ainda não havia chegado, o Antipapa Clemente VII elevava D. Martinho ao cardinalato, juntamente com outros nove prelados, no quarto consistório do seu pontificado.